# イタリフィルム
イタリフィルム有限会社（Italifilm Co., Ltd., 1949年2月 設立 - 1962年3月 売却）は、かつて存在した日本の映画会社である。

## 略歴・概要
イタリア映画の日本への輸入配給、および日本映画の輸出を目的として、第二次世界大戦後の1949年（昭和24年）2月に東京・千代田区に設立された。社長はジュリアーナ・ストラミジョーリ。初年度の配給を東宝に委託し、同年9月6日、『戦火のかなた』を第1回作品として公開した。以降、松竹や新外映、日活、エイショウ・トレイディング・カンパニー、ニッポンシネマコーポレーション（NCC）と共同配給、あるいは単独でイタリア映画を多く紹介した。
大映京都撮影所が製作し、1950年（昭和25年）8月25日に大映が公開した黒澤明監督の『羅生門』を第12回ヴェネツィア国際映画祭に出品すべく尽力、結果、同作は1951年（昭和26年）、金獅子賞およびイタリア批評家賞を受賞する。
1958年（昭和33年）11月、大蔵省の方針によって拡大し、営業部長河合淳、宣伝部長中村二郎となる。
1962年（昭和37年）3月、1億円弱の負債とともに『道』、『夏の嵐』等をかつて共同配給したNCCの元会長で、大映の元専務取締役の曾我正史に営業譲渡し、ストラミジョリ社長は引退する。曾我はこの営業権をもって、翌1963年（昭和38年）7月、東京第一フィルムを設立する。

## おもなフィルモグラフィ
キネマ旬報映画データベースに見られる配給作品の一覧であり、日本での配給作品のみである。特筆以外の製作国はイタリア、製作順。

### 1940年代
- 『雲の中の散歩』 Quattro Passi fra le Nuvole : 監督アレッサンドロ・ブラゼッティ、主演ジーノ・チェルヴィ、1943年製作 - 共同配給松竹
- 『もだえ』 Hets : 監督アルフ・シェーベルイ、主演スチーグ・イェレル、 スウェーデン1944年製作
- 『無防備都市』 Roma Citta Aperta : 監督ロベルト・ロッセリーニ、主演マルセル・パリエロ、1945年製作
- 『戦火のかなた』 Paisa Paisan : 監督ロベルト・ロッセリーニ、主演カルメラ・サツィオ、1946年製作、 日本 1949年9月6日公開 - 配給東宝（第1回配給作品）[2]
- 『靴みがき』 Sciusucia : 監督ヴィットリオ・デ・シーカ、主演フランコ・インテルレンギ、1946年製作 - 共同配給東宝
- 『荒野の抱擁』 Caccia Tragica : 監督ジュゼッペ・デ・サンティス、主演マッシモ・ジロッティ、1947年製作 - 共同配給東宝
- 『無法者の掟』 In Nome Della Legge : 監督ピエトロ・ジェルミ、主演マッシモ・ジロッティ、1948年製作
- 『自転車泥棒』 Ladri di Biciclette : 監督ヴィットリオ・デ・シーカ、主演ランベルト・マッジォラーニ、1948年製作 - 共同配給松竹
- 『ドイツ零年』 Germania Anno Zero : 監督ロベルト・ロッセリーニ、主演エドムンド・メシュケ、1948年製作 - 共同配給松竹
- 『にがい米』 Riso Amaro : 監督ジュゼッペ・デ・サンティス、主演ヴィットリオ・ガスマン、1949年製作 - 共同配給松竹
- 『ポー河の水車小屋』 Il Mulino del Po : 監督アルベルト・ラットゥアーダ、主演カルラ・デル・ポッジョ、1949年製作 - 共同配給松竹
- 『シーラ山の狼』 Il Lupo della Sila : 監督ドゥイリオ・コレッティ、主演シルヴァーナ・マンガーノ、1949年製作 - 共同配給松竹

### 1950年代
- 『奇蹟は一度しか起こらない』 Les Miracles n'ont lieu qu'une fois : 監督イヴ・アレグレ、1950年 - 共同配給NCC
- 『明日では遅すぎる』 Domani e Troppo Tardi : 監督レオニード・モギー、主演ヴィットリオ・デ・シーカ、1950年製作 - 共同配給松竹
- 『越境者』 Il Cammino della Speranza : 監督ピエトロ・ジェルミ、主演ラフ・ヴァローネ、1950年製作 - 共同配給松竹
- 『白い国境線』 Cuori senza Frontiers : 監督ルイジ・ザンパ、主演ジーナ・ロロブリジーダ、1950年製作 - 共同配給松竹
- 『紅薔薇は山に散る』 Il Brigante Musolino : 監督マリオ・カメリーニ、主演シルヴァーナ・マンガーノ、1950年製作 - 共同配給松竹
- 『オリーヴの下に平和はない』 Non c'e pace tra gli ulivi : 監督ジュゼッペ・デ・サンティス]、主演ラフ・ヴァローネ、1950年製作 - 共同配給松竹
- 『街は自衞する』 La Citta si Difende : 監督ピエトロ・ジェルミ、主演ジーナ・ロロブリジーダ、1951年製作 - 共同配給松竹
- 『ウンベルト・D』 Umberto D. : 監督ヴィットリオ・デ・シーカ、主演カロル・バッティスティ、1951年製作
- 『ミラノの奇蹟』 Miracolo a Milano : 監督ヴィットリオ・デ・シーカ、主演フランチェスコ・ゴリザーノ、1951年製作 - 共同配給松竹
- 『アンナ』 Anna : 監督アルベルト・ラットゥアーダ、主演シルヴァーナ・マンガーノ、1952年製作 - 共同配給松竹
- 『ヨーロッパ一九五一年』 Europe '51 : 監督ロベルト・ロッセリーニ、主演イングリッド・バーグマン、1952年製作 - 共同配給松竹
- 『懐かしの日々』 Altri Tempi : 監督アレッサンドロ・ブラゼッティ、主演アルド・ファブリッツィ、1952年製作 - 共同配給松竹
- 『パンと恋と夢』 Pane, amore e fantasia : 監督ルイジ・コメンチーニ、主演ヴィットリオ・デ・シーカ、1953年 - 共同配給NCC
- 『われら女性』 Siamo Donne : 監督アルフレッド・グワリーニ / ジャンニ・フランチョリーニ / ロベルト・ロッセリーニ / ルイジ・ザンパ / ルキノ・ヴィスコンティ、主演エンマ・ダニエーリ、1953年製作 - 共同配給松竹
- 『人間魚雷』 I Sette Dell'Orsa Maggiore : 監督ドゥイリオ・コレッティ、主演エレオノーラ・ロッシ・ドラゴ、1953年製作 - 共同配給松竹
- 『大氷原』 Erol dell'Artide : 監督ルチアーノ・エンメル、ドキュメンタリー映画、1953年製作 - 共同配給新外映
- 『ユリシーズ』 Ulisse : 監督マリオ・カメリーニ、主演カーク・ダグラス、1954年 - 共同配給NCC
- 『道』 La Strada : 監督フェデリコ・フェリーニ、主演アンソニー・クイン、1954年 - 共同配給NCC
- 『夏の嵐』 Senso : 監督ルキノ・ヴィスコンティ、主演アリダ・ヴァリ、1954年 - 共同配給NCC
- 『ナポリの饗宴』 Carosello Napoletano : 監督エットーレ・ジャンニーニ、主演パオロ・ストッパ、1954年 - 共同配給NCC
- 『ローマの女』 La Romana : 監督ルイジ・ザンパ 、主演ジーナ・ロロブリジーダ、1954年 - 共同配給NCC
- 『戦車を駆る女王 テオドラ』 Teodora : 監督リカルド・フレーダ、主演ジョルジュ・マルシャル、1954年 - 共同配給NCC
- 『大いなる希望』 La Grande Speranza : 監督ドゥイリオ・コレッティ、主演レナート・バルディーニ、1954年 - 共同配給NCC
- 『高校三年』 Terza Liceo : 監督ルチアーノ・エンメル、主演イザベラ・レーディ、1954年 - 共同配給NCC
- 『愛の交響楽』 Sinfonia D'Amore : 監督グラウコ・ペレグリーニ、主演クロード・レーデュ、1955年 - 共同配給NCC
- 『失われた大陸』 The Lost Continent Continente Perduto : 撮影マリオ・クラヴェーリ、ドキュメンタリー映画、1955年製作 - 共同配給NCC
- 『ヒマラヤK2征服』 Italia K2 : 監督マルチェロ・バルディ、ドキュメンタリー映画、1955年製作
- 『侵略者』 Attira : 監督ピエトロ・フランシスキ、主演アンソニー・クイン、1956年 - 共同配給NCC
- 『鉄道員』 Il Ferroviere : 監督・主演ピエトロ・ジェルミ、1956年製作 - 共同配給NCC
- 『恋愛時代』 Giorni d'amore : 監督ジュゼッペ・デ・サンティス、主演マルチェロ・マストロヤンニ、1956年製作 - 共同配給NCC
- 『屋根』 Il Tetto : 監督ヴィットリオ・デ・シーカ、主演ガブリエラ・パロッタ、1956年製作 - 共同配給NCC
- 『愛は惜しみなく』 Andrea Chenier : 監督クレメンテ・フラカッシ、主演アントネラ・ルアルディ、1956年製作 - 共同配給NCC
- 『太陽の帝国』 L' Impero del Sole : 監督エンリコ・グラス / マリオ・クラヴェーリ、ドキュメンタリー映画、1956年製作 - 共同配給新外映
- 『水田地帯』 La Risaia : 監督ラファエロ・マタラッツォ、主演エルザ・マルティネッリ、1956年製作 - 共同配給新外映
- 『ふしぎな森の物語』 L'incanto della Foresta : 監督アルベルト・アンテロット、脚本グイド・ロサード / ピーノ・ドニゼッテ、1956年製作
- 『白夜』 Le Notti Blanche : 監督ルキノ・ヴィスコンティ、主演マリア・シェル、1957年 - 共同配給NCC
- 『カビリアの夜』 Le Notti di Cabiria : 監督フェデリコ・フェリーニ、主演ジュリエッタ・マシーナ、1957年 - 共同配給NCC
- 『芽ばえ』 Guendalina : 監督アルベルト・ラットゥアーダ、主演ジャクリーヌ・ササール、1957年 - 共同配給NCC
- 『カルタゴの女奴隷』 Le Schiave di Cartagine : 監督グイド・ブリニョーネ、主演ジャンナ・マリア・カナーレ、1957年 - 共同配給NCC
- 『最後の楽園』 L'Ultimo Paradiso : 監督フォルコ・クイリチ、ドキュメンタリー映画、1957年 - 共同配給NCC
- 『大遠征軍』 Gersalemme Liberata : 監督カルロ・L・ブラガリア、主演シルヴァ・コシナ、1957年製作 - 共同配給NCC
- 『奥様にご用心』 Pot-Bouille : 監督ジュリアン・デュヴィヴィエ、主演ジェラール・フィリップ、 フランス/ イタリア1957年製作
- 『さすらい』 The Cry : 監督ミケランジェロ・アントニオーニ、主演スティーヴ・コクラン、1957年製作 - 共同配給新外映
- 『両面の鏡』 Le Miroir a deux faces : 監督アンドレ・カイヤット、主演ミシェル・モルガン、 フランス/ イタリア1958年製作
- 『わらの男』 L'Uomo di Paglia : 監督・主演ピエトロ・ジェルミ、1958年製作
- 『三月生れ』 Nata di Marzo : 監督アントニオ・ピエトランジェリ、主演ジャクリーヌ・ササール、1958年製作
- 『勝負師』 Le Joueur : 監督クロード・オータン＝ララ、主演ジェラール・フィリップ、 フランス/ イタリア1958年製作
- 『みんなが恋してる』 Tutti Innamorati : 監督ジュゼッペ・オルランディーニ、主演ジャクリーヌ・ササール、1958年製作
- 『挑戦』 La Sfida : 監督フランチェスコ・ロージ、主演ホセ・スアレス、1958年製作
- 『壮絶鬼部隊』 El Alamein : 監督グイド・マラテスタ、主演ガブリエレ・ティンティ、 イタリア/ スイス1958年製作 - 共同配給エイショウ・トレイディング・カンパニー
- 『エロデ大王』 Erode il Grande : 監督アルナルド・ジェノイーノ、主演エドモンド・パードム、 イタリア/ スイス1959年製作 - 共同配給日活
- 『ロベレ将軍』 Il Generale Della Rovere : 監督ロベルト・ロッセリーニ、主演ヴィットリオ・デ・シーカ、1959年製作
- 『潜水艦浮上せず』 Lupi Nell'Abisso : 監督シルヴィオ・アマーディオ、主演マッシモ・ジロッティ、 イタリア/ フランス1959年製作
- 『激しい季節』 Estate Violenta : 監督ヴァレリオ・ズルリーニ、主演ジャン＝ルイ・トランティニャン、1959年製作
- 『剣闘士の反逆』 The Revolt of the Gladiators : 監督ヴィットリオ・コッタファヴィ、主演ジョルジュ・マルシャル、1959年製作
- 『ベニスと月とあなた』 Venezia la Luna e Tu : 監督ディーノ・リージ、主演アルベルト・ソルディ、1959年製作
- 『南十字星の下』 From the Appennines to the Andes : 監督フォルコ・クイリチ、主演マルコ・パオレッティ、1959年製作
- 『掟』 La Legge : 監督ジュールス・ダッシン、主演ジーナ・ ロロブリジーダ、1959年製作
- 『街の中の地獄』 Nella Citta L'inferno : 監督レナート・カステラーニ、主演アンナ・マニャーニ、1959年製作
- 『5番街を手𧗷しろ!』 The Scavengers : 監督ジョン・クロムウェル、主演ヴィンス・エドワーズ、 フィリピン1959年製作

### 1960年代
- 『危険なデイト』 I Piaceri Del Sabato Notte : 監督ダニエレ・ダンツァ、主演ジャンヌ・ヴァレリー、1960年製作
- 『バッカスの狂宴』 Le Baccanti : 監督ジョルジョ・フェローニ、主演タイナ・エルグ、1960年製作
- 『暗殺指令』 Vento del Sud : 監督エンツォ・プロヴェンツァーレ、主演クラウディア・カルディナーレ、1960年製作
- 『ローマで夜だった』 Era Notte a Roma : 監督ロベルト・ロッセリーニ、主演ジョヴァンナ・ラリ、1960年製作
- 『若者のすべて』 Rocco e i suoi Fratelli : 監督ルキノ・ヴィスコンティ、主演アラン・ドロン、1960年製作
- 『ゼロ地帯』 Kapo' : 監督ジロ・ポンテコルヴォ、主演スーザン・ストラスバーグ、1960年製作
- 『甘い生活』 La Dolce Vita : 監督フェデリコ・フェリーニ、主演マルチェロ・マストロヤンニ、1960年製作
- 『太陽の誘惑』 I Delfini : 監督フランチェスコ・マゼリ、主演クラウディア・カルディナーレ、1960年製作
- 『情事』 L' Avventura : 監督ミケランジェロ・アントニオーニ、主演ガブリエレ・ フェルゼッティ、1960年製作
- 『十七歳よさようなら』 I Dolci Inganni : 監督アルベルト・ラットゥアーダ、主演カトリーヌ・スパーク、1960年製作
- 『カルタゴ』 Cartagine in fiamme : 監督カルミネ・ガローネ、主演ホセ・スアレス、1960年製作
- 『汚れた英雄』 Il Gobbo : 監督カルロ・リッツァーニ、主演ジェラール・ブラン、1960年製作
- 『グラマー西部を荒らす』 Tonight for Sure : 監督フランシス・フォード・コッポラ、主演ドン・ケニー、 アメリカ合衆国1961年製作
- 『生血を吸う女』 IL Mulino Delle Donne Di Pietra : 監督ジョルジョ・フェローニ、主演ピエール・ブリス、 イタリア/ フランス1961年製作
- 『マラカイボ大要塞』 Il Conquistatore Di Maracaibo : 監督ユージェニオ・マルティン、主演ハンス・フォン・ボルソディ、1961年製作
- 『甘い暴力』 Douce Violence : 監督マックス・ペカス、主演ピエール・ブリス、 フランス1963年製作、 日本 同年6月29日公開[7]

## 関連事項
- 第12回ヴェネツィア国際映画祭 （it:16ª Mostra internazionale d'arte cinematografica di Venezia）
- ヴェネツィア国際映画祭

## 註
1. 1 2  『電通広告年鑑 1956年』、電通、1956年、p.744.
2. 1 2  『日本映画発達史 III 戦後映画の解放』、田中純一郎、中公文庫、1976年2月10日 ISBN 4122003059, p.368-369.
3. 1 2 3  『日本映画発達史 IV 史上最高の映画時代』、田中純一郎、中公文庫、1976年3月10日 ISBN 4122003156, p.451.
4. ↑  Rashômon - IMDb（英語）, 2010年7月27日閲覧。
5. ↑  『日本映画発達史 IV 史上最高の映画時代』、p.348.
6. ↑  キネマ旬報映画データベース、2010年7月26日閲覧。
7. ↑  甘い暴力、キネマ旬報映画データベース、2010年7月28日閲覧。